# Stenbockens vändkrets

Stenbockens vändkrets

Stenbockens vändkrets eller södra vändkretsen är en av jordens fem stora latituder. Den ligger 23° 26′ 22″ söder om ekvatorn och markerar den sydligaste latituden där solen kan stå i zenit vid middagstid. Detta sker vid vintersolståndet när den södra hemisfären har sin maximala vinkel mot solen. Norra hemisfärens motsvarighet är Kräftans vändkrets.
Latituder söder om Stenbockens vändkrets tillhör den södra tempererade zonen. Regionen norr om Stenbockens vändkrets och söder om Kräftans vändkrets är Tropikerna.
Stenbockens vändkrets har fått sitt namn eftersom solen för omkring 2 000 år sedan inträdde i stjärnbilden Stenbocken vid vintersolståndet. Nuförtiden befinner sig solen i stjärnbilden Skytten under denna tid. 
Stenbockens vändkrets har inget fast läge, utan skiftar på grund av jordens axellutning.

## Geografi
Stenbockens vändkrets passerar följande länder, med start vid nollmeridianen och västerut:
- Brasilien
- Paraguay
- Argentina
- Chile
- Franska Polynesien
- Tonga
- Australien
- Madagaskar
- Moçambique
- Sydafrika
- Botswana
- Namibia

### Städer vid Stenbockens vändkrets
- Alice Springs
- Rockhampton
- Emerald
- São Paulo
- Maringá
- Mogi das Cruzes
- Itaquaquecetuba
- Ubatuba
- Antofagasta

## Galleri

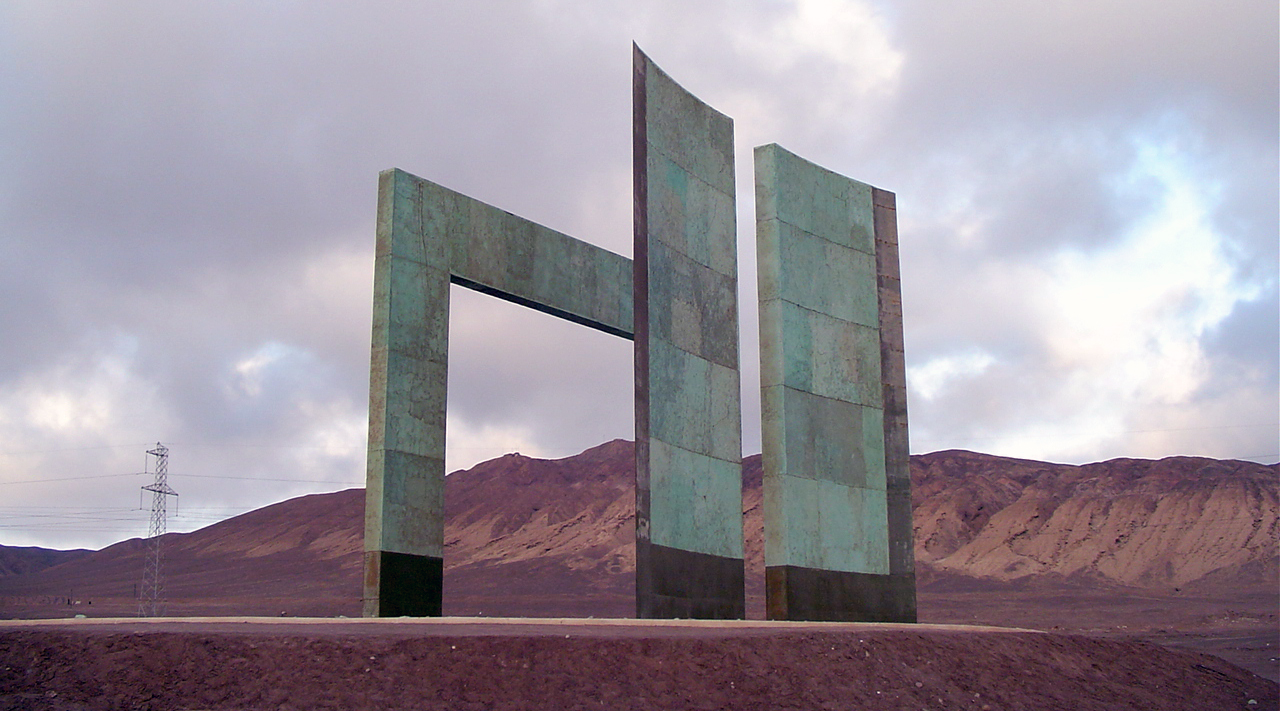
Monument vid Stenbockens vändkrets norr om Antofagasta
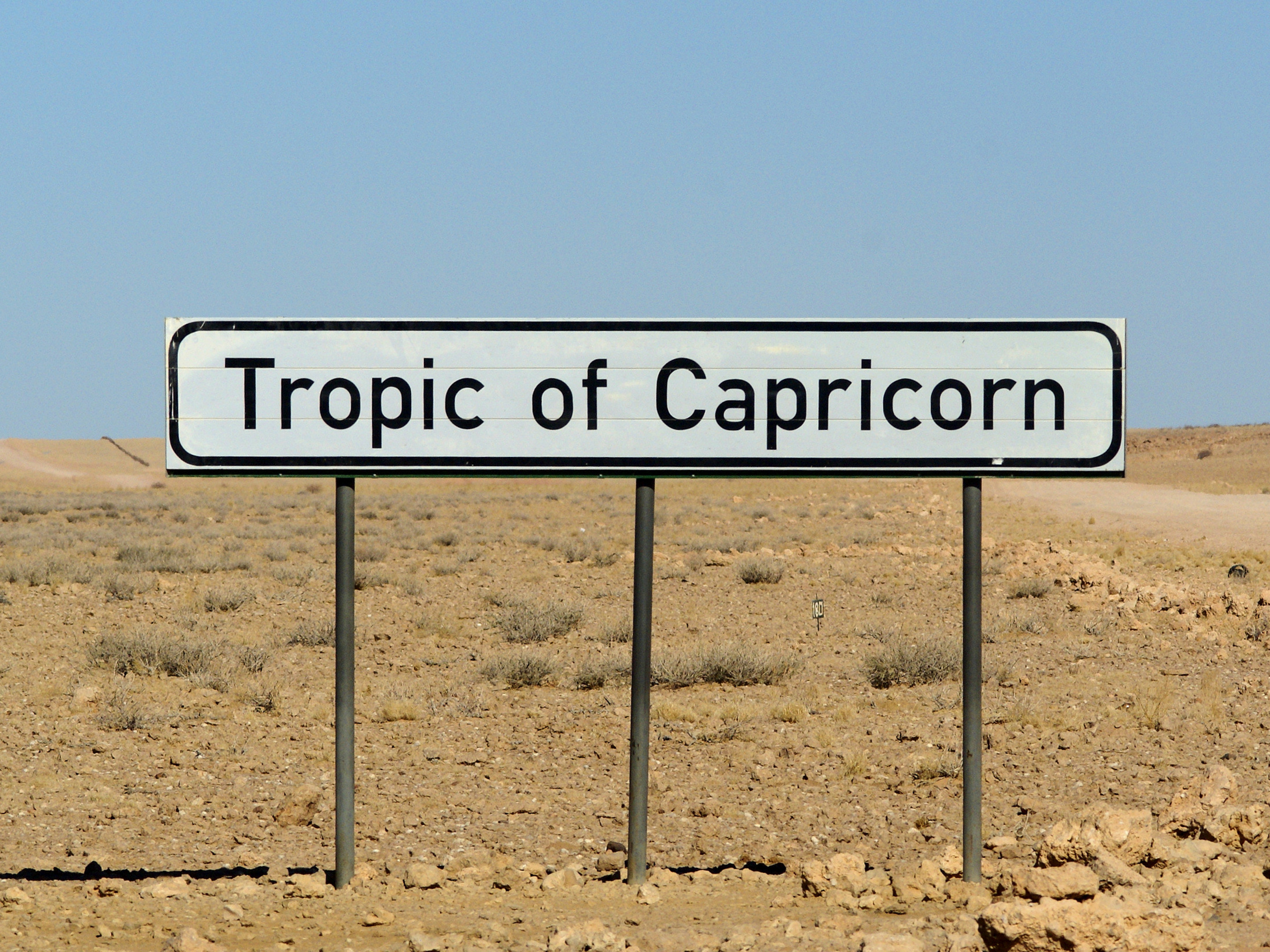
Skylt vid Stenbockens vändkrets i Namibia
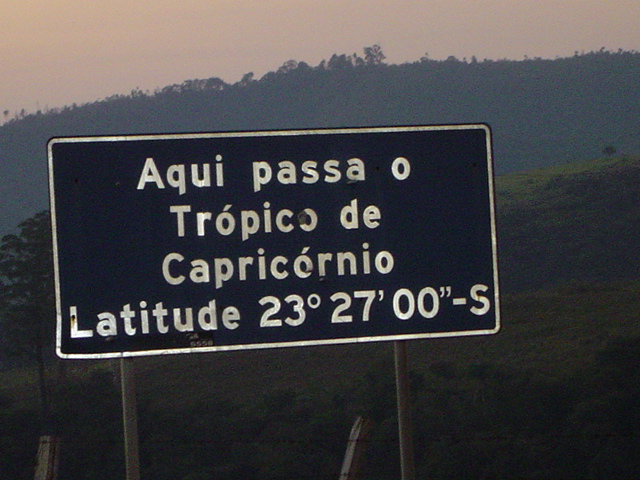
Skylt vid Stenbockens vändkrets i Santana do Parnaíba
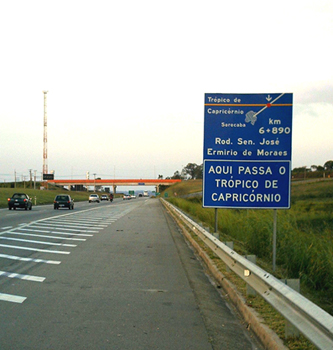
Skylt vid Stenbockens vändkrets i Sorocaba
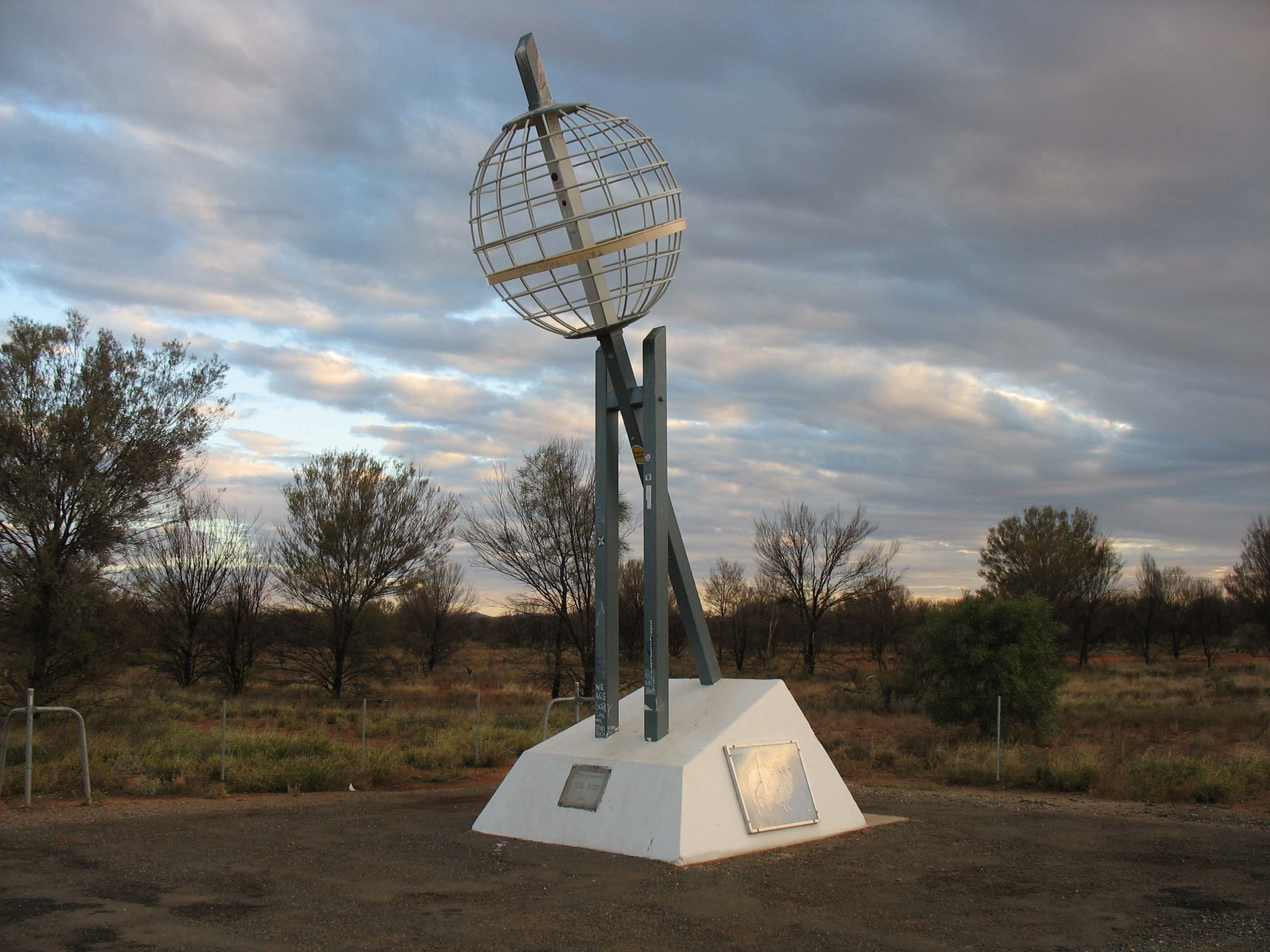
Monument vid Stenbockens vändkrets utanför Alice Springs